# پایگاه هوایی سپاه تفنگداران سانتا باربارا
پایگاه نیروی هوایی، دریایی سانتا باربارا (به انگلیسی: Marine Corps Air Station Santa Barbara) (به زبان بومی: Goleta Field) یک فرودگاه نظامی است که یک باند فرود آسفالت دارد. این فرودگاه در شهر سنتا باربارا، کالیفرنیا کشور ایالات متحده آمریکا قرار دارد .